# Lukáš Ohrádka
Lukáš Ohrádka (* 10. März 1984) ist ein slowakischer Grasskiläufer. Er startete im Jahr 2007 erstmals im Weltcup und nahm bisher an zwei Weltmeisterschaften teil. 

## Karriere
Ohrádka startete ab 1999 in FIS-Rennen sowie nationalen Meisterschaften und Studentenrennen im Alpinen Skisport. In FIS-Rennen fuhr er sechsmal unter die besten 30 und bei den Slowakischen Meisterschaften war sein bestes Resultat der 23. Platz (als neuntbester Slowake) im Slalom des Jahres 2000.
Ab 2007 nahm Ohrádka auch an internationalen Grasskirennen teil. Am 11. August bestritt er in Čenkovice sein erstes Weltcuprennen, konnte sich in diesem Riesenslalom aber nicht für den zweiten Durchgang qualifizieren. Seine ersten und in der Saison 2007 einzigen Weltcuppunkte gewann er am 1. September mit Platz 21 in der Super-Kombination von Forni di Sopra. Im Gesamtweltcup kam er damit punktegleich mit dem Schweizer Viktor Müller auf Rang 68. Bei der Weltmeisterschaft 2007 in Olešnice v Orlických horách konnte sich Ohrádka meist im Mittelfeld klassieren. Er belegte Platz 31 im Super-G, Rang 34 in der Super-Kombination und Rang 35 im Riesenslalom. Nur im Slalom kam er nicht ins Ziel. In der Saison 2008 fuhr Ohrádka in FIS-Rennen dreimal unter die schnellsten zehn und in Weltcuprennen dreimal unter die besten 20: Im Slalom von Marbachegg wurde er 17., im Riesenslalom von Čenkovice 15. und im Super-G von Dizin Siebenter – sein bisher bestes Weltcupresultat. Im Gesamtweltcup konnte er sich damit auf Rang 20 verbessern.
Nach einem Sturz in einer Abfahrt in Innerkrems im März 2009 fuhr Ohrádka bisher keine alpinen Skirennen mehr. Nachdem er während der folgenden zwei Jahre auch keine Grasskirennen bestritten hatte, startet er seit der Saison 2011 wieder im Grasski-Weltcup. Sein bestes Weltcupresultat in diesem Jahr war ein zehnter Platz in der Super-Kombination von San Sicario am 13. August. Bei der drei Wochen später ausgetragenen Weltmeisterschaft in Goldingen erreichte er Platz acht im Slalom sowie Rang 14 in der Super-Kombination. Im Riesenslalom wurde er im ersten Lauf nach einem Torfehler disqualifiziert und im Super-G verzichtete er auf einen Start. Im Gesamtweltcup belegte er 2011 den 18. Rang. In der Saison 2012 nahm Ohrádka nur an den jeweils zwei Weltcuprennen in Triest und Předklášteří teil. Neben einer Disqualifikation kam er dreimal knapp unter die besten 15, womit er im Gesamtweltcup den 45. Rang belegte.

## Erfolge

### Weltmeisterschaften
- Olešnice v Orlických horách 2007: 31. Super-G, 34. Super-Kombination, 35. Riesenslalom
- Goldingen 2011: 8. Slalom, 14. Super-Kombination

### Weltcup
- Zwei Platzierungen unter den besten zehn